# Nemacheilus corica
Nemacheilus corica es una especie de peces de la familia Balitoridae en el orden de los Cypriniformes.

## Morfología
• Los machos pueden llegar alcanzar los 4,2 cm de longitud total.

## Distribución geográfica
Se encuentra en la India, el Pakistán, Nepal, Bangladés y  Afganistán.

## Hábitat
Es un pez de agua dulce.